# Sara Moreirová
Sara Isabel Fonseca Moreira (* 17. října 1985, Santo Tirso) je portugalská atletka, běžkyně, jejíž specializací jsou střední a dlouhé tratě. Věnuje se také krosovým běhům. V roce 2013 vybojovala v Göteborgu titul halové mistryně Evropy v běhu na 3000 metrů, v roce 2016 se stala evropskou šampionkou v půlmaratonu.

## Kariéra
První úspěch na mezinárodní scéně zaznamenala v roce 2007 na ME do 23 let v Debrecínu, kde vybojovala bronzovou medaili ve steeplu. Na světovém šampionátu v japonské Ósace poté doběhla ve finále na 13. místě. Na letních olympijských hrách 2008 v Pekingu skončila v úvodním rozběhu na celkovém 22. místě a do finále steeplu nepostoupila.
V roce 2009 získala na halovém ME v italském Turíně stříbrnou medaili v běhu na 3000 metrů v novém osobním rekordu 8:48,18. Titul vybojovala Alemitu Bekeleová z Turecka. Na MS v krosu v jordánském Ammánu vybojovala bronzovou medaili v týmové soutěži. V témže roce získala dvě zlaté medaile (3000 m překážek, 5000 m) na světové letní univerziádě v Bělehradu. Ve stejných disciplínách závodila rovněž na světovém šampionátu v Berlíně. Ve finále běhu na 5000 metrů doběhla v čase 15:12,22 na 10. místě jako druhá nejlepší Evropanka. Ve steeplu zaběhla v rozběhu dvanáctý nejrychlejší čas. Do patnáctičlenného finále však nepostoupila, když ve druhém rozběhu skončila na nepostupovém 6. místě. Zlatou medaili v týmové soutěži získala v irském Dublinu na ME v krosu.
V roce 2010 na halovém MS v katarském Dauhá se umístila ve finále běhu na 3000 metrů v čase 8:55,34 na 6. místě. Na Mistrovství světa v krosu 2010 v Bydhošti dokončila závod na 27. místě, přičemž na vítězku Emily Chebetovou z Keni ztratila 2 minuty a 3 sekundy. Na evropském šampionátu v Barceloně vybojovala časem 14:54,71 bronzovou medaili v běhu na 5000 metrů. Na dvojnásobné trati závod nedokončila.
V roce 2016 se v Amsterdamu stala historicky první mistryní Evropy v půlmaratonu, když zvítězila časem 1:10:19 před Italkou Veronicou Ingleseovou a svojí krajankou Jessicou Augustovou.